# باهرة غنترية
باهرة غنترية (الاسم العلمي: Agave gentryi) هو نوع من النباتات يتبع جنس الباهرة من الفصيلة الهليونية.